# Nikołaj Milutin (radziecki polityk)
Nikołaj Aleksandrowicz Milutin (ros. Никола́й Алекса́ндрович Милю́тин; ur. 8 grudnia 1889 w Petersburgu, zm. 5 października 1942 w Moskwie) – rosyjski architekt i rewolucjonista, polityk ZSRR.

## Życiorys
W latach 1907–1909 studiował na Wydziale Architektonicznym Wolnego Politechnikum w Petersburgu, w 1908 wstąpił do SDPRR, od 1909 studiował na Wydziale Malarstwa Centralnej Szkoły Rysunku Technicznego Barona A. Sztiglica. W 1913 członek Zarządu Związku Pracowników Handlowo-Przemysłowych, w latach 1914–1915 sekretarz kasy chorych fabryki putyłowskiej w Piotrogrodzie, w latach 1916–1917 służył w rosyjskiej armii.
Od 1917 członek Rady Piotrogrodzkiej, w 1917 dowódca Czerwonej Gwardii Rejonu Moskiewsko-Narwskiego w Piotrogrodzie, od grudnia 1917 przewodniczący miejskiej kasy chorych w Piotrogrodzie. Od 1918 członek Kolegium Ludowego Komisariatu Pracy RFSRR i członek Małej Rady Komisarzy Ludowych RFSRR, od 1920 nadzwyczajny pełnomocnik WCIK i Rady Pracy i Obrony RFSRR w guberniach orłowskiej i woroneskiej, w 1921 zastępca ludowego komisarza żywności Ukraińskiej SRR. Od marca 1921 do grudnia 1924 zastępca ludowego komisarza ubezpieczeń społecznych RFSRR, od 29 grudnia 1924 do 16 lipca 1929 ludowy komisarz finansów RFSRR, od 16 lipca 1929 do 1930 przewodniczący Małej Rady Komisarzy Ludowych RFSRR. W latach 1930–1934 zastępca ludowego komisarza oświaty RFSRR, w latach 1931-1934 redaktor pisma „Sowiecka Architektura”, w latach 1935–1940 studiował w Moskiewskim Instytucie Architektury, w latach 1935-1937 szef Głównego Zarządu Kinofikacji przy Radzie Komisarzy Ludowych RFSRR, w latach 1939-1942 kierownik artystyczny budowy Pałacu Rad.
Pochowany na Cmentarzu Nowodziewiczym.